# Замиеви
Замиеви (Zamiaceae) са семейство цикасови растения, които наподобяват палма или папрат. Те са разделени на две подсемейства с осем рода и около 150 вида в тропическите и субтропичните райони на Африка, Австралия и Северна и Южна Америка.
Замиеви са многогодишни, вечнозелени и двудомни растения. Те имат подземни до високи и изправени, обикновено неразклонени, цилиндрични стъбла и стъбла, покрити с устойчиви листни основи (при австралийските родове).
Листата им са простоперести, спирално подредени и осеяни с катафили. Отделните листенца понякога са дихотомно разделени. Устица се срещат или на двете повърхности, или само на долната повърхност на листата.
Корените имат малки вторични корени. Коралоидните корени се развиват в основата на стъблото или под повърхността на почвата.
Мъжките и женските спорофили са спираловидно агрегирани в конусовидни шишарки, които растат по оста на стъблото. Семената са ъгловати, като вътрешната обвивка е втвърдена, а външната обвивка е месеста; често са ярко оцветени.
Едно подсемейство, Encephalartoideae, се характеризира със спирално подредени спорофили, несъчленени листенца и устойчиви основи на листата. В Австралия е представено с два рода и 40 вида.
Подобно на останалите цикасови, членовете на Замиеви са отровни, като произвеждат отровни гликозиди, известни като циказини.

## Родове
- Подсемейство Encephalartoideae
  - Триб Diooeae
    - Diion Lindl. – 14 вида

  - Триб Encephalarteae
    - Подтриб Encephalartinae
      - Encephalartos Lehm. – 66 вида

    - Подтриб Macrozamiinae
      - Macrozamia Miq. – 42 вида
      - Lepidozamia Lehm. – 2 вида
- Подсемейство Zamioideae
  - Триб Ceratozamieae
    - Ceratozamia Brongn. – 27 вида

  - Триб Zamieae
    - Подтриба Microcycadinae
      - Microcycas (Miq.) A.DC. (Miq.) A.DC. – 1 вид

    - Подплеме Zamiinae
      - Chigua D.W.Stev. – 2 вида
      - Zamia L.[2] – 76 вида
- †Подсемейство Eostangerioideae Kvaček, Palamarev & Uzunova
  - † Eostangeria Barthel [3] – 3 вида

## Галерия
- Dioon edule
- Dioon mejiae
- Encephalartos altensteinii
- Encephalartos lebomboensis
- Lepidozamia peroffskyana
- Macrozamia moorei
- Ceratozamia hildae
- Microcycas calocoma
- Zamia furfuracea